# Моррісон (Колорадо)
Моррісон (англ. Morrison) — місто (англ. town) в США, в окрузі Джефферсон штату Колорадо. Населення — 396 осіб (2020).

## Географія
Моррісон розташований за координатами 39°37′32″ пн. ш. 105°12′29″ зх. д. / 39.62556° пн. ш. 105.20806° зх. д. (39.625613, -105.207919).  За даними Бюро перепису населення США в 2010 році місто мало площу 5,75 км², з яких 5,74 км² — суходіл та 0,01 км² — водойми.

## Демографія
Згідно з переписом 2010 року, у місті мешкало 428 осіб у 136 домогосподарствах у складі 77 родин. Густота населення становила 74 особи/км².  Було 141 помешкання (25/км²).
Расовий склад населення:
| - 97,4 % — білих - 0,7 % — корінних американців - 0,7 % — азіатів |

До двох чи більше рас належало 0,2 %. Частка іспаномовних становила 4,7 % від усіх жителів.
За віковим діапазоном населення розподілялося таким чином: 9,1 % — особи молодші 18 років, 48,4 % — особи у віці 18—64 років, 42,5 % — особи у віці 65 років та старші. Медіана віку мешканця становила 58,6 року. На 100 осіб жіночої статі у місті припадало 79,8 чоловіків;  на 100 жінок у віці від 18 років та старших — 78,4 чоловіків також старших 18 років.
Середній дохід на одне домашнє господарство  становив 91 663 долари США (медіана — 59 583), а середній дохід на одну сім'ю — 108 097 доларів (медіана — 77 857). За межею бідності перебувало 9,3 % осіб, у тому числі 46,2 % дітей у віці до 18 років та 10,9 % осіб у віці 65 років та старших.
Цивільне працевлаштоване населення становило 143 особи. Основні галузі зайнятості: освіта, охорона здоров'я та соціальна допомога — 32,9 %, науковці, спеціалісти, менеджери — 14,7 %, інформація — 9,1 %, будівництво — 7,7 %.